# Сьенага
Сье́нага (исп. Ciénaga) — город и муниципалитет в Колумбии в составе департамента Магдалена.

## История
До появления европейцев область нынешнего города была значительно населена индейцами чимила и носила название Понгуэйка. Дата основания города не установлена из-за отсутствия документальных источников. Известно, что в 1585 году монах Томас Ортис основал приход, позднее сгоревший в огне. Затем он был повторно основан как город Фернандо де Миером и Гуэрра под названием Вилла-де-Сан-Хуан Баутиста-де-ла-Сьенага, но также был известен под именами Сан-Хуан-дель-Кордова, Альдеа-Гранде, Кордова, Пуэбло-де-ла-Сьенага и просто Сьенага.
Во время войны за независимость от Испании окрестности Сьенаги стал полем боя 10 ноября 1820 года между лоялистами и патриотами.
6 декабря 1928 года в Сьенаге случилась «Банановая резня» (Matanza de las bananeras), когда неизвестное количество работников United Fruit Company было убито вследствие решения правительства направить военные силы в конце месячной забастовки, организованной профсоюзом рабочих для того, чтобы требовать улучшения условий своего труда.

## Географическое положение

Муниципалитет Сьенага

Город расположен в департаменте Магдалена между горным массивом Сьерра-Невада-де-Санта-Марта, Карибским морем и болотами Сьенага-Гранде-де-Санта-Марта, в 35 км от столицы департамента Санты-Марты. Абсолютная высота — 10 метров над уровнем моря.

Площадь муниципалитета составляет 1309 км².

## Население
По данным Национального административного департамента статистики Колумбии, совокупная численность населения города и муниципалитета в 2012 году составляла 103 293 человека.
Динамика численности населения города по годам:
| 2005    | 2006    | 2007    | 2008    | 2009    | 2010    | 2011    | 2012    |
| ------- | ------- | ------- | ------- | ------- | ------- | ------- | ------- |
| 101 985 | 102 193 | 102 400 | 102 615 | 102 835 | 103 066 | 103 293 | 103 293 |

Согласно данным переписи 2005 года мужчины составляли 49,5 % от населения города, женщины — соответственно 50,5 %. В расовом отношении белые и метисы составляли 85,4 % от населения города; негры — 13,9 %; индейцы — 0,7 %..
Уровень грамотности среди населения старше 5 лет составлял 85,9 %.